# Betaeus harfordi
Betaeus harfordi är en kräftdjursart som först beskrevs av Kingsley 1878.  Betaeus harfordi ingår i släktet Betaeus och familjen Alpheidae. Inga underarter finns listade i Catalogue of Life.